# تورویک کلنیا
تورویک کلنیا (به لاتین: Turowice-Kolonia) یک منطقهٔ مسکونی در لهستان است که در گمینا یاشنگتس واقع شده‌است.